# Majerovec
Majerovec je kopec s nadmořskou výškou 271 m n. m. ležící na katastru obce Stará Bělá v Ostravě v Moravskoslezském kraji. Nachází se poblíž Výškovic a Bělského lesa. Kopec leží v severním konci Moravské brány. Majerovec je také sídliště v jižní části Výškovic a rozcestník turistických značek poblíž stejnojmenného vrcholu. Kdysi se místo nazývalo Majorovec.

## Další informace

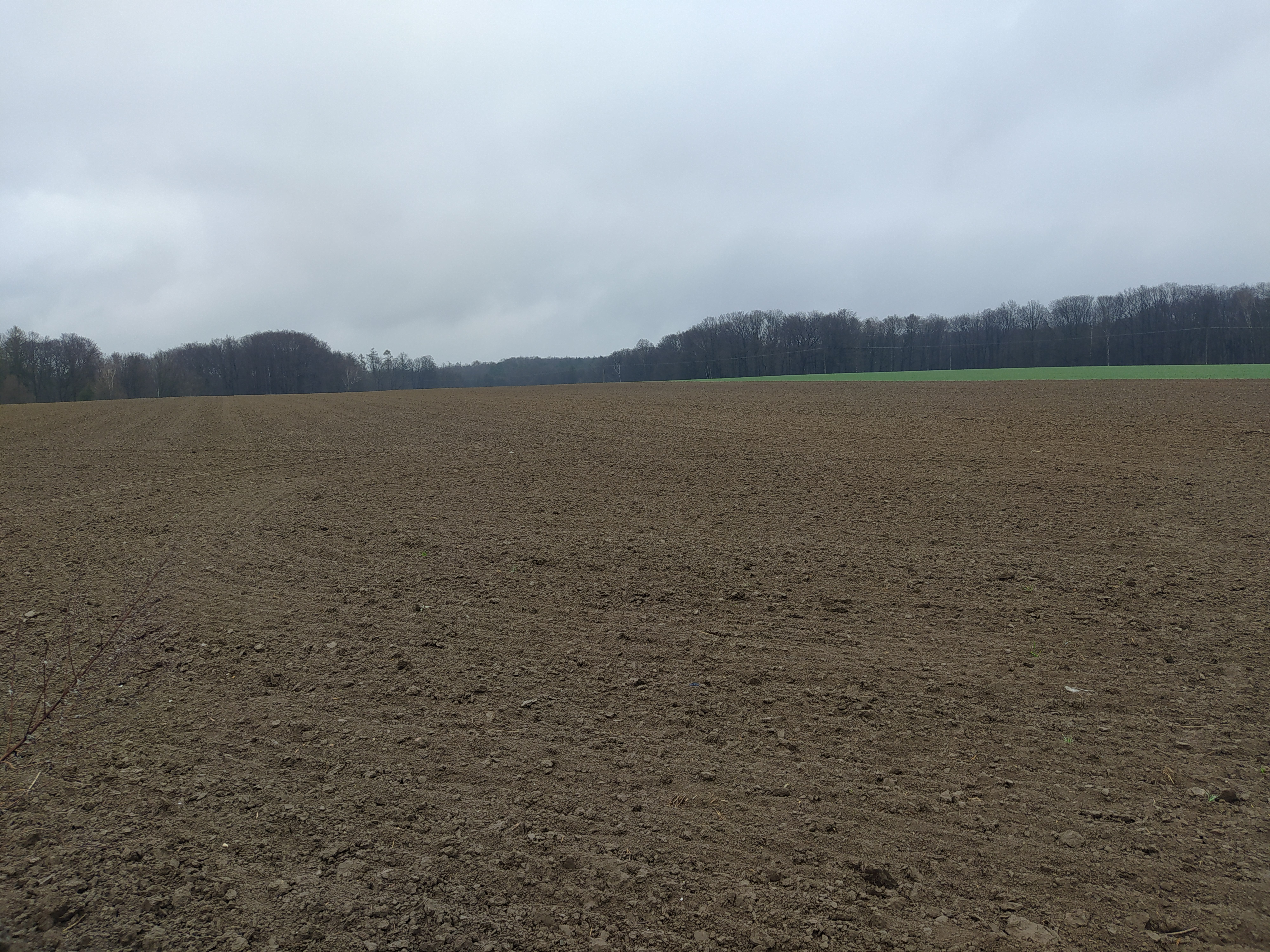
Pohled od rozcestníku turistických značek směrem k Bělskému lesu

Vrchol kopce se nachází na poli a nevede k němu žádná cesta.
Přibližně 500 m severovýchodně (v lokalitě Pod Majerovcem) se nachází křížová cesta v Bělském lese.
Přibližně 600 m severozápadním směrem se nachází pomník letecké nehody letadla Mig-21PF.